# Tephromela connivens
Tephromela connivens är en lavart som först beskrevs av Johannes Müller Argoviensis, och fick sitt nu gällande namn av Kalb. Tephromela connivens ingår i släktet Tephromela och familjen Mycoblastaceae.   Inga underarter finns listade i Catalogue of Life.